# Tom Sawyer und Huckleberry Finn
Tom Sawyer und Huckleberry Finn ist ein Musical, das auf der Handlung der Romane über die Abenteuer des Tom Sawyer und des Halbwaisen Huckleberry Finn des amerikanischen Schriftstellers Mark Twain beruht.

## Hintergrund
Anfang des Jahres 1950 arbeiteten der jüdische Komponist Kurt Weill und Maxwell Anderson an einer musikalischen Umsetzung für ein Bühnenstück nach Twains Romanvorlage Huckleberry Finn. Da Weill im April 1950 überraschend an einem Herzversagen starb, wurde dieses Projekt nie beendet. Die Entwürfe wurden rund 60 Jahre nach seinem Tod von dem Dramaturgen und Autor John von Düffel in einem neuen Libretto mit anderen Weill-Songs zusammengeführt. Es wurde am 4. Oktober 2014 am Deutschen Theater in Göttingen uraufgeführt. Bereits 1964 waren die Notenblätter Weills durch seine ehemalige Assistentin Lys Symonétte über dessen Witwe und Nachlassverwalterin Lotte Lenya an den Broadwaydirigenten Milton Rosenstock gekommen und vom Westdeutschen Rundfunk Köln in einem Kurzfilm interpretiert worden.
Die erste Liebe, die Bande der Freundschaft und der Kampf zwischen der Einhaltung des Versprechens und der Bedeutung von verantwortungsbewusstem Handeln werden durch musikalische Themen untermalt und verdeutlicht. Mark Twain selbst sagte über diese Geschichte:

„Zwar ist mein Buch hauptsächlich zur Unterhaltung von Jungen und Mädchen geschrieben, aber ich hoffe, dass es deshalb nicht von Männern und Frauen gemieden wird, denn ich beabsichtige mit diesem Buch unter anderem, Erwachsene freundlich daran zu erinnern, was sie selbst einmal waren, wie sie fühlten und dachten und redeten und welch seltsame Dinge sie manchmal unternahmen.“

## Handlung
Es wird die Geschichte der beiden Jungen Tom Sayer und Huck Finn erzählt, die in einer Kleinstadt am Rande des Mississippi leben. Gemeinsam verbringen die beiden den Sommer damit, lieber Angeln als in die Schule zu gehen. Als Becky Thatcher mit ihrem Vater, dem neuen Richter, in der Stadt zieht, verliebt sich Tom in diese.
Eines Nachts, als die beiden Freunde auf den Friedhof gehen, um mit einer toten Katze und einem magischen Spruch dort Warzen zu beseitigen, beobachten sie, wie der Dorfarzt Mister Robinson im Streit mit zwei Männern, die für ihn einen Toten ausgraben sollen, ermordet wird. Durch dieses Wissen geraten sie in die Schusslinie von Indianer Joe, der den Doktor mit dem Messer seines Begleiters Muff Potter, der ohnmächtig am Boden liegt, erstochen hat. Die beiden Jungen schwören, niemandem von diesem Ereignis zu erzählen.
Tom und Huck fliehen zunächst aus Angst vor Rache gemeinsam mit Pit Harper mit dem Floss auf eine unbewohnte Insel. Als sie bemerken, dass sie für tot gehalten werden, kehren sie zurück, um die Feierlichkeiten anlässlich ihres vermutlichen Todes zu beobachten. Sie geben sich zu erkennen und sagen als Zeugen in der Gerichtsverhandlung gegen den mutmaßlichen Mörder von Doc Robinson aus, damit nicht der unschuldige Muff Potter gehängt wird. Sie werden als Helden der Gerechtigkeit gefeiert. Huck wird von der Witwe Douglas aufgenommen und soll wie alle anderen lernen und die Schule besuchen. Der wahre Mörder Indianer Joe versteckt sich jedoch noch immer in der Nähe. Als Tom und Becky sich auf einem Schulausflug in einer Tropfsteinhöhle verirren, rettet Huck den beiden das Leben.

## Aufführungen (Auswahl)
- Uraufführung am 4. Oktober 2014 im Deutschen Theater Göttingen (Regie: Lilja Rupprecht)
- Erstaufführung in der Schweiz am 28. November 2014 im Theater Basel (Regie: Niklaus Helbling)[4]
- 28. Februar 2015 im Velodrom in Regensburg (Regie: Christine Neuberger)[5]
- 3. Februar 2016 in der Brunsviga in Braunschweig (Musiktheatergruppe „Jetzt oder nie“, Regie: Kaja Brandenburger)[6]